# 메트로이드 II: 사무스의 귀환
《메트로이드 II: 사무스의 귀환》는 닌텐도가 게임보이로 발매한 액션 어드벤처 게임이다. 휴대용 게임기로 개발된 첫 번째 《메트로이드》 게임으로, 닌텐도 개발 제일부가 제작을 담당해 요코이 군페이가 프로듀서를 맡았다. 1991년 북미에서 처음 출시됐으며 1992년에 일본과 유럽 지역에 이어서 발매됐다.
패밀리 컴퓨터로 발매된 전작 《메트로이드》에서 이야기가 이어지며, 주인공 사무스 아란을 조종해 SR388 행성에서 우주 해적이 무기화하려는 생명체 메트로이드들을 제거하는 것이 목표이다. 게임보이 흑백화면에서 잘 보이게 디자인된 사무스의 새로운 무장 '배리아 수트 (Varia Suit)'가 처음 소개됐다.
1994년 후속작 《슈퍼 메트로이드》가 슈퍼 패미컴으로 발매됐다. 2011년에는 닌텐도 3DS의 버추얼 콘솔을 통해 재발매됐으며, 2017년에는 닌텐도 3DS로 리메이크 《메트로이드: 사무스 리턴즈》가 제작돼 출시됐다.

## 참조
1. ↑  영어: Metroid II: Return of Samus, 일본어: メトロイドII RETURN OF SAMUS